# Extralunati
Extralunati (Stranded) è un film di fantascienza americano del 1987 diretto da Tex Fuller, scritto da Alan Castle, con Ione Skye, Maureen O'Sullivan, Joe Morton, Susan Barnes, Cameron Dye e Michael Greene . È stato distribuito nelle sale il 20 novembre 1987 da New Line Cinema 

## Trama
Deirdre Clark (Ione Skye) vive con la nonna Grace (Maureen O'Sullivan) in una casa poco distante da un'anonima cittadina del Nord Carolina. La coesistenza tra loro non è facile: Deirdre, che la recente morte dei genitori ha reso più insofferente verso la vita, poco sopporta le premurose attenzioni della nonna che vorrebbe soltanto vederla felice in compagnia dei suoi coetanei. Una sera, dopo l'ennesimo screzio, un'incredibile avventura contribuirà a renderle più vicine e disponibili l'una verso l'altra. Un impressionante bagliore investe la casa e la ragazza e la nonna vi rimangono prigioniere di cingue singolarissimi extraterrestri che sembrano essersi materializzati dal nulla. L'inconsulto gesto di un vicino che spara contro uno degli alieni e rimane a sua volta mortalmente ferito fa precipitare la situazione: mentre gruppi di volontari si armano per dare la caccia ai presunti invasori, lo sceriffo McMann circonda la casa ed avvia una trattativa per salvare la vita delle due donne. Gli alieni non sono, in realtà, dei nemici: in fuga da un lontano pianeta caduto sotto il dominio di una razza mostruosa, essi sono esuli spauriti, capitati in un mondo sconosciuto e tallonati dai loro aguzzini. La solidarietà che spontaneamente si instaura tra Grace, Deirdre e gli alieni contagia ben presto anche lo sceriffo che si trova a dover affrontare - oltre l'inseguitore extraterrestre che ha assunto insospettabili sembianze umane - l'insolito dilemma di far rispettare la legge e, insieme, ubbidire alle ragioni del cuore che dicono di lasciare liberi i fuggiaschi.

## Distribuzione
Negli Stati Uniti d'America è stato distribuito il 20 novembre 1987 dalla New Line Cinema.
Il film fu distribuito in Italia in VHS, successivamente non è mai stato digitalizzato, dunque risulta difficile trovare il film.

## Accoglienza
Il Washington Post ha trovato il film un tipo di "immagine che una società lancerà sul mercato, sperando di riuscire a farcela", mancante dal punto di vista di recitazione, regia, effetti speciali e luci. Creature Feature ha dato al film 3 stelle su 5, trovandolo un lavoro divertente e rispettabile. Moria ha trovato il film un po' deludente e stupefacente, in particolare la regia, il ritmo e la scrittura.
Il film suggerisce, dietro la vicenda degli alieni buoni e perseguitati, una sincera - seppur timida - denuncia dell'intolleranza e del latente razzismo della provincia americana (agli occhi dei più scalmanati lo sceriffo è doppiamente colpevole perché negro e troppo remissivo), ma nell'insieme è penalizzato da un'eccessiva fretta di giungere alla scontata conclusione, dalla rinuncia ad un possibile approfondimento psicologico della giovane Deirdre e da un'elementare rappresentazione degli alieni descritti come esseri umani un poco più pallidi, dalle acconciature plastificate, e in possesso del solito, luminescente cristallo teletrasportatore. La sorprendente disinvoltura di Maureen O’Sullivan (la nonna) e la personalità di Joe Morton (lo sceriffo) sono due punti a favore della pellicola.